# 2907 Nekrasov
2907 Nekrasov eller 1975 TT2 är en asteroid i huvudbältet som upptäcktes den 3 oktober 1975 av den ryska astronomen Ljudmila Tjernych vid Krims astrofysiska observatorium på Krim. Den är uppkallad efter den ryske poeten Nikolaj Nekrasov.
Asteroiden har en diameter på ungefär 16 kilometer och den tillhör asteroidgruppen Eos.